# Núria Montserrat Pulido
Núria Montserrat Pulido (Barcelona, 8 de juny de 1978) és una bioenginyera catalana especialitzada en cèl·lules mare pluripotents i la generació de sistemes multicel·lulars complexos per entendre el desenvolupament de les malalties en humans. L'agost de 2024 va entrar al govern de Salvador Illa com a consellera de Recerca i universitats.

## Trajectòria
Va estudiar Biologia a la Universitat de Barcelona, on també va fer el seu màster i el doctorat europeu en Biologia. Ha gaudit també de beques postdoctorals, com les que va rebre de la Fundação para a Ciência e Tecnologia (Portugal, 2007) i la Beca Juan de la Cierva (Barcelona, 2008, amb Juan Carlos Izpisúa Belmonte). Arran dels seus estudis i recerques ha fet estades a Suïssa, França i més concretament a l'Salk Institute for Biological Studies, sota la direcció de Juan Carlos Izpisúa Belmonte. Sota la seva direcció també, va treballar al Centre de Medicina Regenerativa de Barcelona, centrant la seva recerca en malalties rares, com l'anèmia de Fancone. No obstant, admet que un dels obstacles que s'han trobat en aquestes investigacions és la baixa eficiència, atès que de cada 1.000 cèl·lules que es poden extraure d'un pacient, una única cèl·lula podrà ser igual a una cèl·lula mare.
És professora de Recerca ICREA cap del grup de recerca "Pluripotency for organ regeneration" a l'Institut de Bioenginyeria de Catalunya (IBEC). És membre també de diverses societats científiques com l'European Society of Cardiology, l'European Foundation for the Study of Diabetes o l'Spanish Network of Cell Therapy.
Les seves investigacions s'han dirigit a entendre com es generen totes les cèl·lules del nostre organisme a partir de cèl·lules mare embrionàries. Per dur a terme els seus projectes, al seu laboratori combina l'enginyeria de teixits, la bioimpressió en 3D o l'edició genètica. A més, s'interessa per comunicar la ciència a la societat i promoure les carreres científiques entre els joves, per la qual cosa sovinteja aparicions en mitjans de comunicació i en àmbits educatius.
Davant l'arribada del virus SARS-CoV-2, va canviar el rumb de les seves investigacions, atès que el virus afecta especialment pulmons i ronyons. El seu equip va identificar un fàrmac (APN01) que havia estat desenvolupat durant l'epidèmia del Sars de 2003 i que bloqueja el virus a les primeres fases de la infecció. Per aconseguir-ho va infectar i tractar minironyons creats amb impressora 3D.

### Trajectòria política
L'agost de 2024 fou nomenada Consellera de Recerca i Universitats del Govern de Salvador Illa. En una compareixença al Parlament al setembre del mateix any, va defensar que el seu departament treballa en un nou model de finançament amb les universitats que s’acompanyarà dels recursos necessaris per garantir una docència, una recerca i una transferència de coneixement de qualitat a totes les universitats, amb l'objectiu d'assolir una inversió equivalent a l'1% del PIB, tal i  com fixa el Pacte Nacional per a la Societat del Coneixement.

## Premis i reconeixements
D'entre els seus èxits científics, en destaca la participació en el primer treball que descriu la generació d'organoides de ronyó, treball que va ser seleccionat per la revista Science com un dels 10 descobriments de l'any 2013.
L'equip que ella lidera a l'Institut de Bioenginyeria de Catalunya va rebre el premi Íñigo Álvarez de Toledo a la recerca en nefrologia Bàsica atorgat per la Fundació Renal, pel treball «Fine tuning the extracelular environment accelerates the derivation of kidney organoids from human pluripotent stem cells».